# Туфуга Ефи
Тупуа Тамасесе Тупуола Туфуга Ефи, такође познат као Туиатуа Тупуа Тамасесе Ефи, а раније као Тупуола Ефи, (1. март 1938 -) је самоански политичар који је од 1976. године до 1982. године био премијер Самое, а који је од 16. јуна 2007. године врши дужност о ле ао о ле мала, односно државног поглавара Самое. Заклетву је службено дао у самоанском параменту (Фоно) 20. јуна 2007. године.
Члан је једне од врховних Државних породица (Аига Тупу) где носи титулу Тупуе за краљевску породицу СаТупуа. Такође држи титулу Тама-а-Аига Тамасесе титле и титулу "Туи Атуа".
Политичку каријеру је започео под титулом Тупуола.
Син је некадашњег државног поглавара Тупуа Тамасесе Меаоле и Ноуе Ирене Густава Таиси Нелсон. Школовао се у Велингтону. Ожењен је Масиофо Филифилиа Имом.